# Kauffman Stadium
Ewing M. Kauffman Stadium (normalt bare kaldet Kauffman Stadium) er et baseballstadion i Kansas City i Missouri, USA, der er hjemmebane for MLB-klubben Kansas City Royals. Stadionet har plads til 40.793 tilskuere, og blev indviet 10. april 1973. Fra 1973 til 1993 var stadionet kendt som Royals Stadium, men blev derefter omdøbt til ære for Royals' stifter Ewing Kauffman.